# Gmina Waterford (hrabstwo Clinton)

Położenie Gminy Waterford w hrabstwie Clinton

Gmina Waterford (ang. Waterford Township) – gmina w USA, w stanie Iowa, w hrabstwie Clinton. Według danych z 2000 roku gmina miała 796 mieszkańców, a jej powierzchnia wynosi 93,57 km².